# Woodland Park (Nueva Jersey)
Woodland Park es un borough ubicado en el condado de Passaic en el estado estadounidense de Nueva Jersey. En el año 2010 tenía una población de 11,819 habitantes y una densidad poblacional de 1,477 personas por km².

## Geografía
Woodland Park se encuentra ubicado en las coordenadas 40°53′21″N 74°11′43″O / 40.88917, -74.19528.

## Demografía
Según la Oficina del Censo en 2000 los ingresos medios por hogar en la localidad eran de $60,273 y los ingresos medios por familia eran $67,292. Los hombres tenían unos ingresos medios de $47,389 frente a los $36,814 para las mujeres. La renta per cápita para la localidad era de $29,758. Alrededor del 3.4% de la población estaba por debajo del umbral de pobreza.